# Continental XIV-1430
Continental XIV-1430 – 12-cylindrowy silnik widlasty o układzie podwójnego, odwrócone "V", chłodzony cieczą zaprojektowany z zakładach Continental Motors w okresie II wojny światowej, w zależności od wersji miał mieć od 1250 do 1600 KM. Miał stanowić jednostkę napędową szeregu prototypowych samolotów amerykańskich ale nigdy nie wszedł do produkcji seryjnej.